# امریکن اکسپرس
امریکن اکسپرس (به انگلیسی: American Express) شرکت خدمات مالی آمریکایی است، که دفتر مرکزی آن در ساختمان شماره ۳ مرکز تجارت جهانی، در منهتن، شهر نیویورک قرار دارد.
شرکت امریکن اکسپرس در سال ۱۸۵۰ از مشارکت انتفاعی هنری ولز، ویلیام فارگو و جان وارن باترفیلد، در شهر بوفالو، نیویورک راه‌اندازی شد. در سال ۱۸۵۲ در پی انتقال شرکت به کالیفرنیا، ولز و فارگو از باترفیلد جدا شدند و شرکت ولز فارگو را بنیان نهادند.
امروزه امریکن اکسپرس در حوزه ارائه خدمات کارت‌های اعتباری، کارت‌های شارژ و چک‌های مسافرتی فعالیت می‌کند. کارت‌های امریکن اکسپرس یکی از چهار کارت اعتباری شناخته‌شده (به‌همراه ویزا کارت، مستر کارت و دیسکاور کارت) می‌باشد، که به‌طور متوسط در حدود ۲۴٪ درصد از کارت‌های اعتباری فعال در ایالات متحده را به خود اختصاص می‌دهد.
در سال ۲۰۱۳ بلومبرگ بیزنس‌ویک امریکن اکسپرس را در رتبه ۲۲ از با ارزش‌ترین برندهای جهان قرار داد. بخشی از سهام این شرکت در بازار بورس نیویورک معامله می‌شود. امریکن اکسپرس هم‌اکنون در فهرست ۳۰ شرکت شاخص میانگین صنعتی داو جونز قرار دارد.

## تاریخچه
شرکت امریکن اکسپرس پیش‌تر یکی از مشهورترین آژانس‌های مسافرتی جهان بوده‌است و تاریخچه چشمگیری دارد. در سال ۱۸۵۰ به‌عنوان یک شرکت ترابری سریع، تأسیس شد و در زمان جنگ‌های داخلی آمریکا شرکتی بود که مواد اولیه را به «ارتش» می‌رساند و به همین دلیل اعتبار یافت. امروزه این شرکت به یک «سوپرمارکت مالی» یا به گفته خودشان به شرکت خدمات متنوع مسافرتی، مالی و شبکه‌ای در سراسر جهان تبدیل شده‌است؛ اما هنوز بخش اعظم شهرت آن به دلیل کارت‌های کوچک پلاستیکی آن است. امریکن اکسپرس با داشتن بیش از ۶۸ هزار کارمند در سراسر جهان، درآمدی بالغ بر ۲۶ میلیارد دلار داشته‌است که نزدیک به ۸۰ درصد آن، تنها از «ایالات متحده» به دست آمده‌است. کارت‌های اعتباری این شرکت اکنون ۲۴ درصد حجم مبادلات مالی آمریکا را برعهده دارند.

## چک مسافرتی
در سال ۱۸۱۹ امریکن اکسپرس، چک مسافرتی را ابداع کرد و با این کار، همزمان انقلابی در صنعت گردشگری، مسافرت، خدمات مالی و پولی به وجود آورد. تا سال ۱۹۸۵ که امریکن اکسپرس دومین ابداع بزرگ خود یعنی کارت اعتباری امریکن اکسپرس را ارائه داد، این کارت پلاستیکی سبزرنگ توانست مثل چک‌های مسافرتی، موانع دست و پاگیر نقل و انتقال پول را از سر راه مردم، نه تنها مسافران بلکه خریداران عادی بردارد.